# Attancourt
Attancourt település Franciaországban, Haute-Marne megyében. Lakosainak száma 275 fő (2022. január 1.). Attancourt Humbécourt, Louvemont, Troisfontaines-la-Ville és Wassy községekkel határos.

## Népesség
A település népességének változása:
| Lakosok száma | 208  | 307  | 278  | 242  | 248  | 249  | 260  | 267  | 270  | 275  |
|               | 1968 | 1982 | 1990 | 2006 | 2013 | 2015 | 2017 | 2019 | 2020 | 2022 |